# Vitus Handschuher

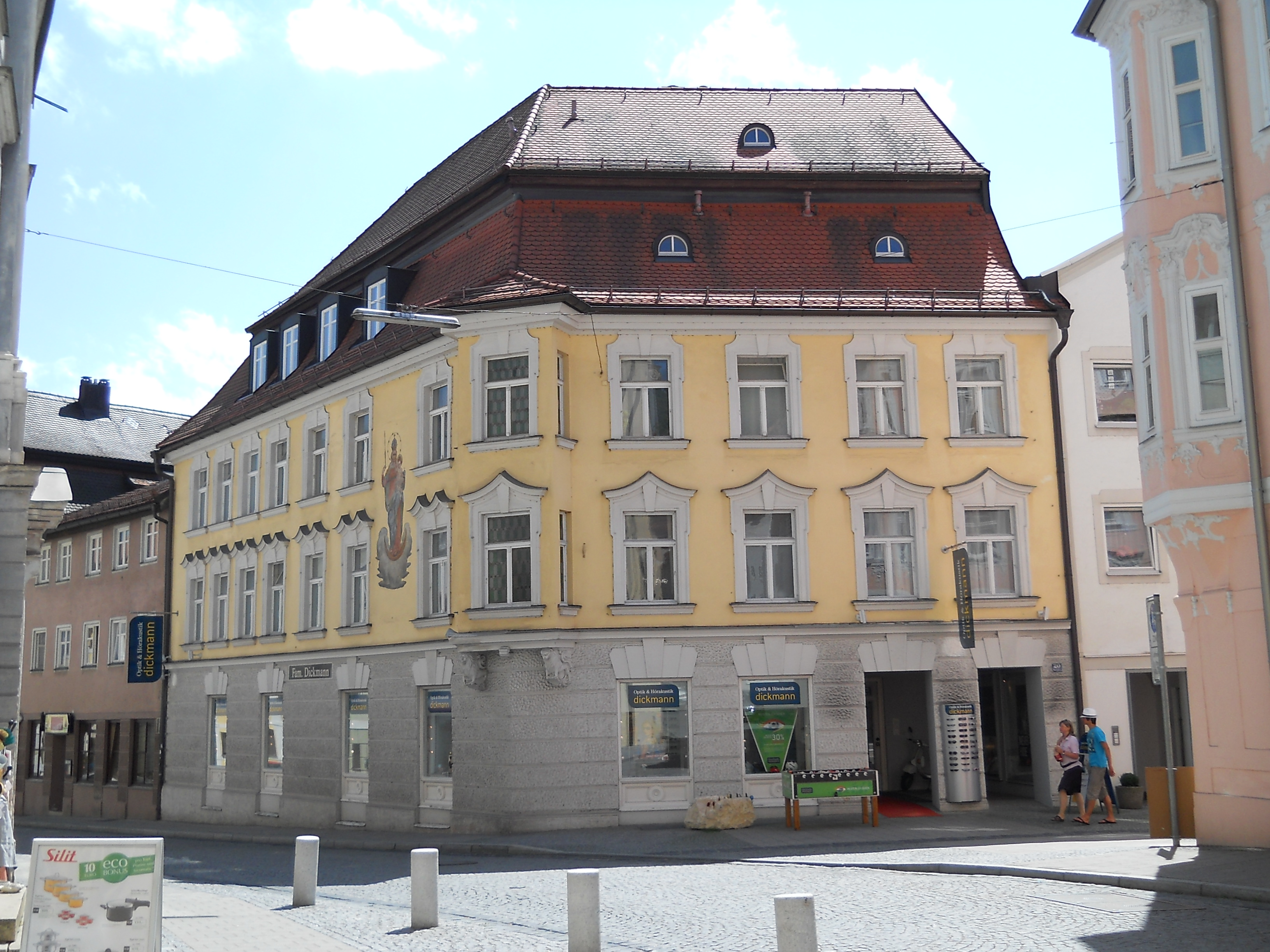
Ehemaliges Handschuher-Haus in Eichstätt

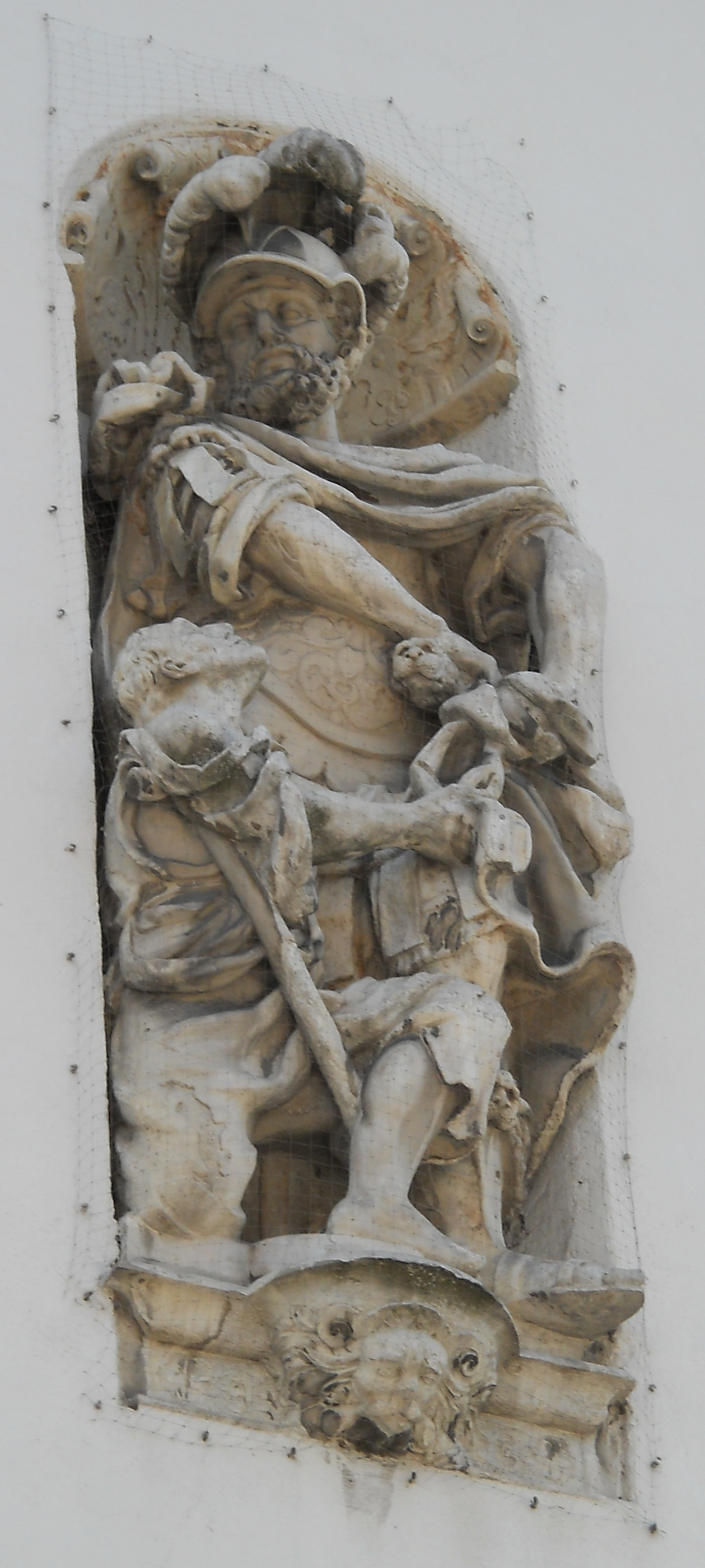
Figur des hl. Martin an der Fassade der Eichstätter Spitalkirche

Vitus Handschuher, auch: Hand(t)schucher (* 1672; † 22. Dezember 1703 in Eichstätt), war ein Bildhauer des Barock in Eichstätt.

## Leben und Werk
Geboren wurde er vermutlich in Rain am Lech als ältestes von fünf Kindern des aus dem Dachauer Land stammenden Eichstätter Bildhauers und Bürgermeisters Christian Handschuher und seiner Ehefrau Anna Regina († 3. April 1686). Er wurde wohl von seinem Vater ausgebildet; jedenfalls arbeitete er in dessen Werkstatt mit, in der eine große Zahl von barocken Statuen entstand. Wer hierbei welches Werk schuf, ist nur in wenigen Fällen archivalisch belegt. Von Vitus Handschuher stammen nachgewiesenermaßen die Fassadenfigur des hl. Martin an der Eichstätter Spitalkirche und die Fassung des Hochaltars dieser Kirche (um 1700/1703); wenig später starb er an einem „febri maligno“, also an einem bösartigen Fieber.